# ناوچه کلاس پارشیم
ناوچه کلاس پارشیم (به انگلیسی: Parchim-class corvette) یک کلاس از کشتی است که طول آن 72.5 m می‌باشد.